# سيرجيو كليريسي
سيرجيو كليريسي (بالبرتغالية: Sergio Clerici‏) (25 مايو 1941 في البرازيل - ) هو لاعب كرة قدم برازيلي في مركز الهجوم. لعب مع أتالانتا وفيورنتينا ونادي بولونيا ونادي لاتسيو ونادي ليكو ونادي نابولي وهيلاس فيرونا.

## وصلات خارجية
- سيرجيو كليريسي على موقع قاعدة بيانات كرة القدم.إي يو (الإنجليزية)
- سيرجيو كليريسي على موقع عالم كرة القدم.نت (الإنجليزية)